# 斑叶杜鹃兰
斑叶杜鹃兰（学名：Cremastra unguiculata）为菊科杜鹃兰属下的一个种。

## 扩展阅读
- 维基共享资源上的相關多媒體資源：斑叶杜鹃兰
- 維基物種上的相關：斑叶杜鹃兰